# پرواز شماره ۱۲۳ خطوط هوایی ژاپن

انیمیشن شبیه‌سازی شده از فرود ناقص هواپیما ۷ سال پیش از حادثه که سبب برخورد دم با زمین شد

در غروب یک روز تابستان (۱۲ اوت ۱۹۸۵) پرواز ۱۲۳ هواپیمایی ژاپن از فرودگاه هانه‌دا به مقصد فرودگاه بین‌المللی اوساکا بلند می‌شود. با صعود هواپیما به ارتفاع ۷۳۰۰ متری، بر اثر تعمیر نادرست دیواره آسیب دیده آن، تعمیری که بنا به محاسبه بازرسان تنها تحمل ۱۰ هزار پرواز را دارد، ۱۲۳۹۰ پرواز خود را انجام می‌دهد. هوای بیرون رقیق و رقیق‌تر می‌شود اما هوای داخل هواپیما برای آسایش مسافران فشرده می‌شود. اختلاف فشار بین کابین مسافران در یک طرف دیواره، و دنباله هواپیما در طرف دیگر آن به دیواره و تعمیر نادرست آن، تا آستانه شکستن، فشار وارد می‌آورد.
ترَک‌ها بیشتر شده و در اطراف سوراخ‌های پَرچ بیشتر می‌شوند تا اینکه دیواره ترک برمی‌دارد و در یک لحظه هوای فشرده کابین در آن سوراخی را با وسعت ۲ تا ۳ متر مربع ایجاد می‌کند. سقف اطراف توالت عقب هواپیما پایین می‌آید و هوای شدیداً فشرده شده راه خود را به سمت باله عقب هواپیما باز می‌کند و به راحتی از آنجا کنده می‌شود. از این لحظه به بعد است که هواپیما محکوم به فنا می‌شود. هواپیما در ۱۰۰ کیلومتری توکیو، نزدیک کوه Osutaka سقوط می‌کند و تمام مسافران و خدمه به غیر از ۴ نفر کشته می‌شوند. بسیاری این حادثه را مرگبارترین سقوط هواپیما بر پایه مرگ‌ومیر که تنها یک هواپیما در حادثه دخیل بود در طول تاریخ می‌نامند.

## جزئیات سقوط
خلبانان نمی‌دانستند که قسمت اعظم دم هواپیما کنده شده‌است و به همراه خطوط لوله بسیار مهم هیدرولیکی که به آن‌ها اجازه کنترل هواپیما را می‌دهد به دریا افتاده‌است. به خاطر فقدان اثر تثبیت‌کننده دم هواپیما و به خاطر از دست رفتن توانایی کنترل باله عقب و فِلک‌ها خلبان‌ها نمی‌توانند هواپیما را کنترل کنند. هواپیمای غول پیکر حرکات نوسانی وحشتناک انجام می‌دهد و با افتادن نوک هواپیما و سقوط آزاد هواپیما سرعت می‌گیرد که باعث بالا رفتن آن می‌شود. نوک هواپیما دومرتبه بالا می‌رود تا زمانی که سرعتش را از دست بدهد و دوباره سرعت بیشتر می‌شود. این چرخه بارها و بارها تکرار می‌شود. و پرواز ۱۲۳ چرخه‌های وحشتناک و گاه چند صد متری را تجربه می‌کند. پس از آن هواپیما در حالت واماندگی قرار می‌گیرد و به پایین سقوط می‌کند و در نهایت در ساعت ۶:۵۶:۳۰ به وقت محلی، هواپیما ابتدا از ناحیه بال سمت راست با درخت‌های کوه تاکاماگاهارا برخورد می‌کند و سپس در برخورد دوم هواپیما به‌طور کامل با کوه برخورد می‌کند و منجر به کشته شدن 520سرنشین از ۵۲۴ سرنشین شد.

## شبیه‌سازی
برای درک وضعیتی که خلبان‌ها با آن مواجهه بودند، ۴ خدمه پرواز منتخب در یک شبیه‌سازی قرار گرفتند و با وضعیت مشابه مواجهه شدند هیچ‌کدام نتوانستند هواپیما را بنشانند. خلبان پرواز ۱۲۳ توانست به مدت ۳۰ دقیقه هواپیما را در هوا نگه دارد که بیشتر آن در میان کوه‌ها گذشت یعنی پرواز شاهکار و شگفت‌انگیز.

## ادامه ماجرا
به دلیل موقعیت صعب العبور سقوط، عملیات رسیدن به لاشه هواپیما و نجات بازماندگان ۱ روز به طول انجامید. تمامی ۴ بازمانده، زن بودند. یومی اوچیای (Yumi Ochiai) یکی از بازماندگان حادثه، پس از چند روز بستری شدن در بیمارستان و بهتر شدن حالش از وضعیت بعد از سقوط گفت: حدود ۱۰ دقیقه بعد از سقوط بود که من از یک خواب عمیق با درد بسیار بیدار شدم، دورم آتش و جسد مسافرین و فلزات نابود شده هواپیما بود، ۳ نفر دیگر را در آن میان دیدم که زنده بودند و همین‌طور شد، آنها همه زنده بودند، اما صداهای بسیار وحشتناک ناله و فریاد بقیه مسافرانی که زنده مانده بودند را می‌شنیدم که این صداها در شب به‌طور کامل خاموش شدند و دیگر اثری از کس دیگری نبود و فقط ما ۴ نفر زنده بودیم. فردا صبح، همهٔ ما با درد بسیار بدی بیدار شدیم که صدای موتور هلیکوپتر هم شنیده می‌شد و بعد از آن از حال رفتم و چیز دیگری یادم نمیاد.
در توکیو با مشخص شدن علت حادثه، شرکت هواپیمایی ژاپن مجبور بود اخبار را به شرکت بوئینگ که یکی از طراحان رده بالای ۷۴۷ بود اطلاع دهد. حقیقت این بود که به جای استفاده از ۲ ردیف پَرچ، از یک ردیف استفاده شده بود و همین عدم تعمیر درست دیواره پِرچ هواپیما باعث سقوط آن شده بود.
پلیس ژاپن می‌خواست علیه بوئینگ به خاطر نقشش در این حادثه اتهام کیفری وارد کند اما از این موضوع منصرف شد. شهرت بوئینگ صدمه دیده بود اما تنها نکته مثبت ماجرا برای آن‌ها این بود که هیچ خطای پنهانی در طراحی بوئینگ ۷۴۷ وجود نداشت.
با این حال هواپیمای ژاپن که در این حادثه بی‌تقصیر بود روی خوش ندید، رئیس شرکت هواپیمایی ژاپن استعفاء داد، میزان رزرو جا شدیداً افت کرد، و شایعاتی در ژاپن پخش شد مبنی بر اینکه شرکت هواپیمایی گناه‌کار بوده و بوئینگ تنها برای حفظ یک مشتری خوب مسئولیت را به عهده گرفته‌است
سال‌ها طول کشید تا هواپیمایی این اتفاق را به فراموشی بسپارد.

## نگارخانه